# Shang Tsung
Shang Tsung is een personage uit de Mortal Kombat-serie. Hij werd geïntroduceerd als eindbaas in het eerste computerspel Mortal Kombat. Hij is een krachtige en dodelijke tovenaar en een terugkerende antagonist van de serie. Shang Tsung is een shapeshifter die de zielen absorbeert van degenen die hij doodt zijn jeugd en macht in stand te houden. Hij komt ook regelmatig voor in de andere media in de franchise.